# Лажиш-даш-Флориш
Лажиш-даш-Флориш (порт. Lajes das Flores) — муниципалитет в Португалии, входит в округ Азорские острова. Расположен на острове Флореш. Население составляет 1592 человека на 2001 год. Занимает площадь 69,59 км².
Покровителем города считается Дева Мария (порт. Nossa Senhora do Rosário).

## История
Город основан в 1515 году.

## Демография
| Численность населения муниципалитета по годам | Численность населения муниципалитета по годам | Численность населения муниципалитета по годам | Численность населения муниципалитета по годам | Численность населения муниципалитета по годам | Численность населения муниципалитета по годам | Численность населения муниципалитета по годам | Численность населения муниципалитета по годам |
| --------------------------------------------- | --------------------------------------------- | --------------------------------------------- | --------------------------------------------- | --------------------------------------------- | --------------------------------------------- | --------------------------------------------- | --------------------------------------------- |
| 1849                                          | 1900                                          | 1930                                          | 1960                                          | 1981                                          | 1991                                          | 2001                                          | 2004                                          |
| 5982                                          | 4498                                          | 3508                                          | 3376                                          | 1896                                          | 1701                                          | 1502                                          | 1491                                          |

## Состав муниципалитета
В муниципалитет входят следующие районы:
1. Фажан-Гранде
2. Фажанзинья
3. Фазенда
4. Лажеду
5. Лажиш-даш-Флориш
6. Ломба
7. Моштейру